# Тюриг, Андреа
Андреа Тюриг (нем. Andrea Thürig, род. 12 марта 1978, Люцерн) — швейцарская шоссейная велогонщица.

## Карьера
Стартовала на различных гонках в рамках Женского мирового шоссейного кубка UCI и Женского мирового шоссейного календаря UCI.
В 2008 году выступила на Чемпионат мира по шоссейному велоспорту 2008.

## Достижения
2006
Berne-Oberhünigen
3-я на Хроно Шампенуа
2008
3-й этап на Джиро дель Трентино-Альто-Адидже — Южный Тироль
Гран-при Хам-Хагедор

### Статистика выступления наГранд-турах
| Гонка / Год          | 2007 | 2008 |
| -------------------- | ---- | ---- |
| Тур де л'Од феминин  | 33   | —    |
| Джиро д’Италия Донне | —    | 35   |

### Рейтинги
| Год                 | 2006  | 2007  | 2008 |
| ------------------- | ----- | ----- | ---- |
| Мировой рейтинг UCI | 111-й | 203-й | 80-й |
|                     |       |       |      |
| Источник: UCI       |       |       |      |

## Семья
Старшая сестра Карин Тюриг — шоссейная велогонщица и триатлетка.